# Willie O’Ree
Willie Eldon O’Ree (ur. 15 października 1935 w Fredericton) – kanadyjski hokeista grający na pozycji napastnika (skrzydłowego).
Pierwszy czarnoskóry zawodnik w lidze NHL (45 meczów, 14 punktów (4 gole, 10 asyst), 26 minut na ławce kar w fazie zasadniczej). Jest często nazywany "Jackiem Robinsonem hokeja na lodzie" z powodu przełamania bariery segregacji rasowej w lidze NHL, a także publicznie oświadczył, że w młodym wieku spotkał słynnego baseballistę.
W listopadzie 2018 roku został wprowadzony do Hockey Hall of Fame. W tym samym roku władze ligi NHL ustanowiły jego imieniem coroczną nagrodę pn. Willie O’Ree Community Hero Award, w uznaniu "za pracę nad wywarciem pozytywnego wpływu na swoją społeczność, kulturę lub społeczeństwo, aby uczynić ludzi lepszymi poprzez hokej na lodzie".

## Kariera

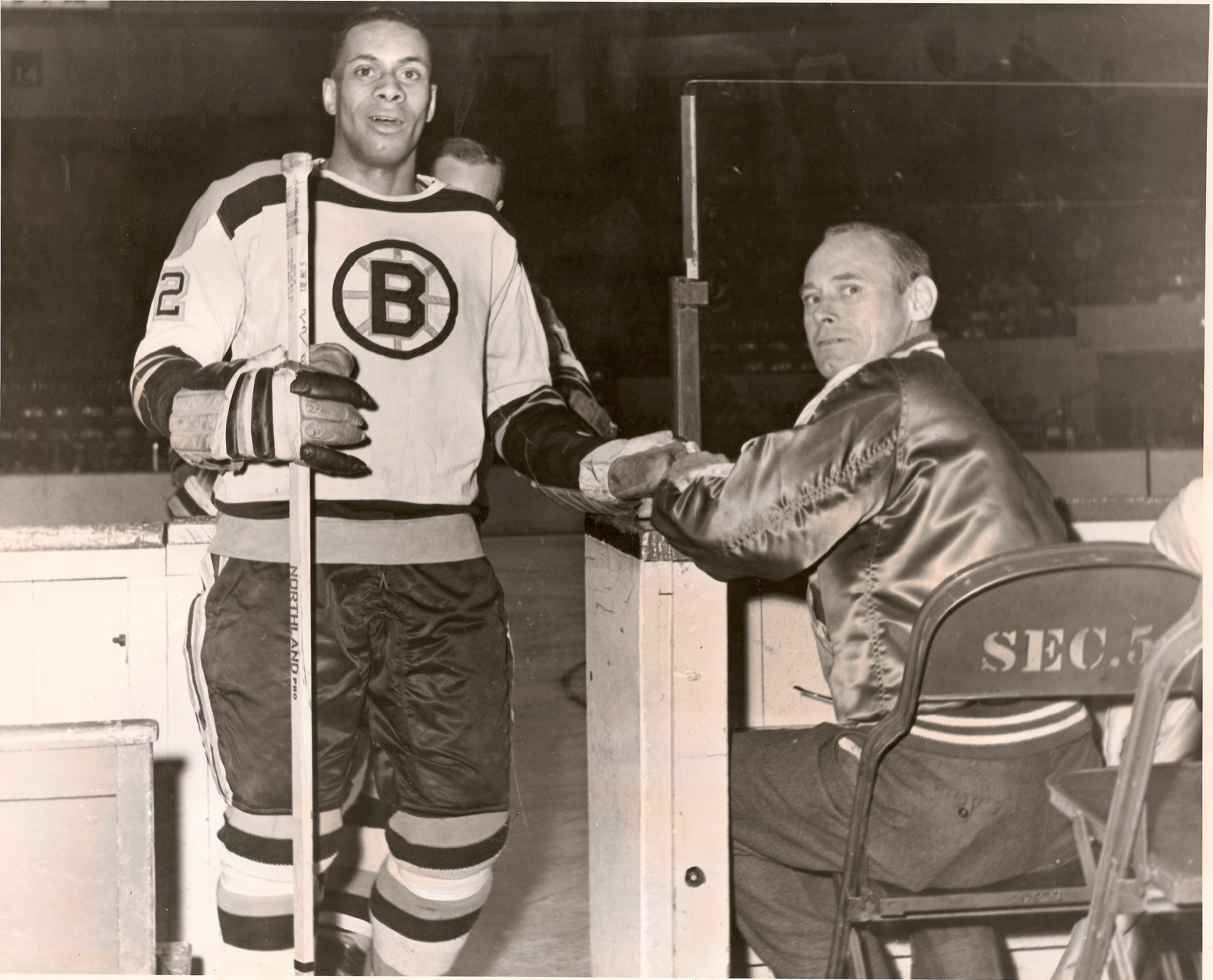
Willie O’Ree z trenerem Detroit Red Wings, Len "Johnym" Fletcherem, 1961 rok.

Willie O’Ree karierę sportową rozpoczął w 1950 roku w Fredericton Falcons, w którym grał do 1951 roku. Następnie został zawodnikiem Fredericton Merchants. Następnym klubem w karierze zawodnika był Fredericton Capitals, w którym w latach 1952–1953 w grał drużynie juniorów, następnie w latach 1953–1954 grał w drużynie seniorów. Następnie reprezentował barwy: Quebec Frontenacs w sezonie 1954/1955, Kitchener Canucks w sezonie 1955/1956 oraz Quebec Aces w sezonie 1956/1957.
Następnie został zawodnikiem występującego w lidze NHL Boston Bruins, w którym zastąpił Leo Labine'a, który nie mógł grać z powodu choroby. W 1956 roku O’Ree w wyniku uderzenia w prawe oko przez zbłąkany krążek został oślepiony, co uniemożliwiłoby mu grę w lidze NHL, gdyby władze Boston Bruins wiedziały o tym. Jednak O’Ree zdołał utrzymać tę informację w tajemnicy i tym samym 18 stycznia 1958 roku w wygranym 3:0 meczu domowym z Montreal Canadiens, zadebiutował w lidze NHL, stając się tym samym pierwszym czarnoskórym zawodnikiem, który zagrał w lidze NHL. Łącznie w sezonie 1957/1958 w lidze NHL rozegrał 2 mecze, grając w tej samej linii z centrem Donem McKenneyem oraz prawoskrzydłowym Jerrym Toppazzinim. Następnie reprezentował barwy: występującego w lidze AHL Springfield Indians (1958), występującego w lidze QHL Quebec Aces w sezonie 1958/1959, występującego w lidze EPHL Kingston Frontenacs w sezonie 1959/1960.
W sezonie 1960/1961 wrócił do Boston Bruins. W 1960 roku podczas jednego z meczów z Chicago Blackhawks na Chicago Stadium miał miejsce incydent na tle raistowskim. O’Ree twierdził wówczas, że kilku zawodników drużyny Czarnych Jastrzębi obraziło go rasistowskimi wyzwiskami, natomiast Eric Nesterenko uderzył go w tyłek, a także wybił mu dwa przednie zęby oraz złamał nos, natomiast O’Ree odpowiedział uderzeniem Erica Nesterenko kijem w głowę, co według zawodnika, „prawie wywołało zamieszki”. Według zawodnika, kibice drużyny Czarnych Jastrzębi wyzywali go na tle rasistowskim, natomiast zawodnicy grozili mu śmiercią, że miał „szczęście, że wydostał się z areny żywy”. Po sezonie 1960/1961, w którym w fazie zasadniczej rozegrał 43 mecze, w których zdobył 14 punktów (4 gole, 10 asyst) oraz spędził 26 minut na ławce kar, został sprzedany do Montreal Canadiens, jednak według zawodnika, nie zagrał w drużynie z powodu działaczy klubu, mających poglądy rasistowskie, a także to, czarnoskórzy byli gorzej traktowani w amerykańskich miastach, niż w Toronto i w Montrealu, natomiast fani klubów ligi NHL z tych miast mieli krzyczeć m.in.: Wracaj na Południe i Jak to możliwe? nie zbierasz bawełny?. Jednak zawodnikowi nie robiło to żadnego wrażenia, który twierdził, że chce być hokeistą, a jeśli nie mogli zaakceptować tego faktu, to był ich problem, a nie jego.
W 1961 roku przeszedł do występującego w lidze EPHL Hull-Ottawa Canadiens, jednak jeszcze w tym samym roku przeszedł do występującego w lidze WHL Los Angeles Blades, w którym grał do 1967 roku. Następnie w latach 1967–1972 reprezentował barwy San Diego Gulls, w barwach którego w sezonie 1968/1969 został wybrany do Second All-Star Team ligi WHL. W sezonie 1972/1973 przeszedł do występującego w lidze AHL New Haven Nighthawks, jednak jeszcze w tym samym sezonie wrócił do San Diego Gulls, w którym grał do końca sezonu 1973/1974. Następnie w latach 1974–1976 był zawodnikiem San Diego Charms, w którym nie rozegrał żadnego meczu oraz w sezonie 1978/1979 reprezentował barwy występującego w lidze PHL San Diego Hawks, po czym zakończył karierę sportową.

## Po zakończeniu kariery
Willie O’Ree po zakończeniu kariery sportowej był nagradzany wieloma wyróżnieniami za wkład w hokeja na lodzie. W 1984 roku został wprowadzony do New Brunswick Sports Hall of Fame. W 2008 roku wraz z Kevinem Weekesem wystąpił w serialu pt. Wszyscy nienawidzą Chrisa w odcinku 59 pt. Wszyscy nienawidzą Gretzky’ego. W 2003 roku został nagrodzony Lester Patrick Trophy – nagrodą dla osoby, która wyróżniła się wybitnym wkładem w popularyzację hokeja na lodzie w Stanach Zjednoczonych, a w 2005 roku został odznaczony Orderem Nowego Brunszwiku.
19 stycznia 2008 roku władze Boston Bruins i zastępca komisarza ligi NHL, Bill Daly uhonorowali O’Ree w hali TD Garden w Bostonie z okazji 50. rocznicy jego debiutu w lidze NHL. Ponadto Muzeum Sportu Nowej Anglii, znajdujące się w tej hali, ustanowiło specjalną wystawę poświęconą karierze O’Ree, zawierającą wiele przedmiotów wypożyczonych z jego osobistej kolekcji. Wśród obecnych na uroczystości byli przyjaciele z rodzinnego miasta O’Ree, Fredericton, którego władze 17 stycznia 2008 roku nazwało jego imieniem kompleks sportowy, położony w północnej części miasta. W tym samym roku władze Boston Bruins oraz ligi NHL, nazwało imieniem O’Ree lodowisko do gry w ulicznego hokeja na lodzie w Bostonie. 27 stycznia 2008 roku, władze ligi NHL, podczas 56. Meczu Gwiazd NHL w Atlancie w stanie Georgia, uhonorowało O’Ree. 5 lutego 2008 roku, stacja ESPN z okazji Miesiąca Czarnej Historii wyemitował program specjalny poświęcony O’Ree. 29 października 2008 roku Uniwersytet Stanowy San Diego w San Diego przyznał O’Ree nagrodę za wybitne zaangażowanie w różnorodność i zrozumienie międzykulturowe. W tym samym roku został również wprowadzony przez San Diego Hall of Champions do Breitbard Hall of Fame, honorując najlepszych sportowców San Diego, natomiast 30 grudnia 2008 roku otrzymał Order Kanady – najwyższe odznaczenie cywilne w Kanadzie.
Został uhonorowany jako pionier hokeja na lodzie i oddany mentor młodzieży w Kanadzie i w Stanach Zjednoczonych. 28 czerwca 2011 roku, Muzeum Sportu Nowej Anglii w hali TD Garden w Bostonie uhonorowało O’Ree nagrodą Hockey Legacy Award podczas 10. edycji programu pn. "The Tradition". Gwiazdami wieczoru byli także m.in.: Larry Bird, Ty Law, Mike Lowell. W marcu 2012 roku władze Buffalo Sabres zorganizowało weekend umiejętności O’Ree. 16 października 2015 roku, władze klubu ligi AHL, San Diego Gulls zastrzeżyło koszulkę klubową O’Ree.
W 2016 roku, przed rozpoczęciem finałów Pucharu Stanleya, w którym wystąpiły Pittsburgh Penguins oraz San Jose Sharks (wygrana rywalizacja drużyny Pingwinów 4:2), zawodnik drużyny Rekinów, pochodzący z Barbadosu Kanadyjczyk Joel Ward, powiedział podczas wywiadu dla stacji ESPN, że O’Ree był jedną z jego inspiracji do gry w hokeja na lodzie (przez większość kariery sportowej grał z numerem 22, w którym przez większość kariery występował O’Ree), podobnie jak pierwszy czarnoskóry baseballista z lidze MLB, Jackie Robinson (na zakończenie kariery sportowej grał z numerem 42, w którym Jackie Robinson występował w ostatnich latach swojej kariery sportowej).
3 listopada 2017 roku, został uhonorowany sztandarem przez Springfield Thunderbirds podczas ceremonii przedmeczowej, w celu upamiętnienia jego kariery w Springfield Indians.
25 stycznia 2018 roku otrzymał od byłego obrońcy Boston Bruins, Matta Grzelczyka i jego ojca, Johna Grzelczyka, wieloletniego pracownika Boston Garden i TD Garden, oryginalną koszulkę Boston Bruins z numerem 22, w której O’Ree grał z sezonie 1960/1961. W tym samym czasie ówczesny debiutant ligi NHL, czarnoskóry zawodnik Washington Capitals, Madison Bowey (jego ojciec był czarnoskóry), wybrał numer 22, w celu uczczenia kariery O’Ree.
26 czerwca 2018 roku ogłoszono o wprowadzeniu O’Ree do Hockey Hall of Fame, jako pierwszy czarnoskóry zawodnik ligi NHL.
1 listopada 2018 roku, O’Ree uczestniczył w uroczystości poświęcenia lodowiska do gry ulicznego hokeja na lodzie, nazwanego jego imieniem, w dzielnicy Bostonu, Allston, jako część kontynuacji dziedzictwa O’Ree w Boston Bruins.
2 maja 2019 roku, na mocy Ustawy 116 Kongresu Stanów Zjednoczonych (podpisana 19 stycznia 2022 roku przez prezydenta Stanów Zjednoczonych Joego Bidena), podjęto decyzję o przyznaniu O’Ree Złotego Medalu Kongresu – najwyższego zaszczytu Kongresu Stanów Zjednoczonych, za jego wkład w „hokej na lodzie, inkluzję i możliwości rekreacyjne”. O’Ree jest pierwszym zawodnikiem w historii ligi NHL, uhonorowanym takim zaszczytem.
27 maja 2020 roku O’Ree znalazł się w Canada’s Sports Hall of Fame w kategorii Budowniczy, jednak z powodu obaw związaną z pandemią COVID-19, ceremonia została przełożona na 3 października 2021 roku.
12 stycznia 2021 roku, władze Boston Bruins ogłosili, że 18 lutego 2021 roku, zastrzeżą numer 22, z którym O’Ree grał w ich klubie, jednakże władze ligi NHL przeniosły tę ceremonię na 18 stycznia 2022 roku. W tym samym roku, z okazji Miesiąca Czarnej Historii, wszyscy zawodnicy ligi NHL nosili na hełmach pamiątkową naklejkę ku czci O’Ree, w okresie od 16 stycznia 2021 roku do 28 lutego 2021 roku.

## Wpływ na hokej
Po Willim O’Ree, następny czarnoskóry zawodnik w lidze NHL pojawił się w 1974 roku, kiedy zawodnikiem Washington Capitals został Mike Marson. W połowie 2010 roku w lidze NHL grało już 23 czarnoskórych zawodników. Art Dorrington był pierwszym czarnoskórym hokeistą, który podpisał kontrakt z klubem ligi NHL (w 1950 roku z New York Rangers), jednak w lidze nigdy nie zagrał. Obecnie zawodnicy klubów ligi NHL są zobowiązani do uczestnictwa w przedsezonowym seminarium szkoleniowym dotyczącym różnorodności, a wszelkie nadużycia na tle rasowym karane są zawieszeniem lub grzywną.
W 1998 roku, kiedy O’Ree pracował w Hotelu del Coronado w San Diego w Kalifornii, władze ligi NHL zaproponowały mu stanowisko dyrektora ds. rozwoju młodzieży w grupie zadaniowej ds. róźnorodności. Podróżuje po Ameryce Północnej do szkół i programów hokejowych, m.in. NHL/USA Hockey Diversity Task Force – program non-profit dla młodzieży z mniejszości, który zachęca ich do nauki i gry w hokeja na lodzie, w celu promowania wzajemnych więzi oraz zaufania.

## Statystyki

### Klubowe
| 1950/1951           | Fredericton Falcons      | NBAHA               | –   | –   | –   | –   | –   | 2  | 0  | 0  | 0  | 4  |
| 1951/1952           | Fredericton Merchants    | YCHL                | 6   | 10  | 4   | 14  | 2   | 8  | 10 | 5  | 15 | 18 |
| 1951/1952           | Fredericton Jr. Capitals | NBJHL               | 3   | 2   | 0   | 2   | 0   | –  | –  | –  | –  | —  |
| 1952/1953           | Fredericton Jr. Capitals | NBJHL               | 12  | 15  | 3   | 18  | 6   | 4  | 5  | 0  | 5  | 2  |
| 1952/1953           | Fredericton Capitals     | NBSHL               | 2   | 2   | 0   | 2   | 0   | –  | –  | –  | –  | —  |
| 1953/1954           | Fredericton Capitals     | NBSHL               | 23  | 7   | 11  | 18  | 15  | 25 | 15 | 10 | 25 | 10 |
| 1954/1955           | Quebec Frontenacs        | QJHL                | 43  | 27  | 17  | 44  | 41  | 17 | 7  | 6  | 13 | 10 |
| 1955/1956           | Kitchener Canucks        | OHA                 | 41  | 30  | 28  | 58  | 38  | 8  | 4  | 3  | 7  | 6  |
| 1956/1957           | Quebec Aces              | QHL                 | 68  | 22  | 12  | 34  | 80  | 15 | 3  | 3  | 6  | 10 |
| 1957/1958           | Boston Bruins            | NHL                 | 2   | 0   | 0   | 0   | 0   | –  | –  | –  | –  | —  |
| 1957/1958           | Springfield Indians      | AHL                 | 6   | 0   | 0   | 0   | 0   | –  | –  | –  | –  | —  |
| 1957/1958           | Quebec Aces              | QHL                 | 57  | 13  | 19  | 32  | 43  | 9  | 4  | 2  | 6  | 8  |
| 1958/1959           | Quebec Aces              | QHL                 | 56  | 9   | 21  | 30  | 74  | –  | –  | –  | –  | —  |
| 1959/1960           | Kingston Frontenacs      | EPHL                | 50  | 21  | 25  | 46  | 41  | –  | –  | –  | –  | —  |
| 1960/1961           | Boston Bruins            | NHL                 | 43  | 4   | 10  | 14  | 26  | –  | –  | –  | –  | —  |
| 1960/1961           | Hull-Ottawa Canadiens    | EPHL                | 16  | 10  | 9   | 19  | 21  | –  | –  | –  | –  | —  |
| 1961/1962           | Hull-Ottawa Canadiens    | EPHL                | 12  | 1   | 2   | 3   | 18  | –  | –  | –  | –  | —  |
| 1961/1962           | Los Angeles Blades       | WHL                 | 54  | 28  | 26  | 54  | 57  | –  | –  | –  | –  | —  |
| 1962/1963           | Los Angeles Blades       | WHL                 | 64  | 25  | 26  | 51  | 41  | 3  | 2  | 3  | 5  | 2  |
| 1963/1964           | Los Angeles Blades       | WHL                 | 60  | 17  | 18  | 35  | 45  | 12 | 4  | 8  | 12 | 10 |
| 1964/1965           | Los Angeles Blades       | WHL                 | 70  | 38  | 21  | 59  | 75  | –  | –  | –  | –  | —  |
| 1965/1966           | Los Angeles Blades       | WHL                 | 62  | 33  | 33  | 66  | 30  | –  | –  | –  | –  | —  |
| 1966/1967           | Los Angeles Blades       | WHL                 | 68  | 34  | 26  | 60  | 58  | –  | –  | –  | –  | —  |
| 1967/1968           | San Diego Gulls          | WHL                 | 66  | 21  | 33  | 54  | 54  | 7  | 2  | 2  | 4  | 6  |
| 1968/1969           | San Diego Gulls          | WHL                 | 70  | 38  | 41  | 79  | 63  | 7  | 3  | 3  | 6  | 12 |
| 1969/1970           | San Diego Gulls          | WHL                 | 66  | 24  | 22  | 46  | 50  | 6  | 6  | 3  | 9  | 4  |
| 1970/1971           | San Diego Gulls          | WHL                 | 66  | 18  | 15  | 33  | 47  | 6  | 4  | 1  | 5  | 14 |
| 1971/1972           | San Diego Gulls          | WHL                 | 48  | 16  | 17  | 33  | 42  | 4  | 0  | 1  | 1  | 2  |
| 1972/1973           | New Haven Nighthawks     | AHL                 | 50  | 21  | 24  | 45  | 41  | –  | –  | –  | –  | —  |
| 1972/1973           | San Diego Gulls          | WHL                 | 18  | 6   | 5   | 11  | 18  | 6  | 1  | 4  | 5  | 2  |
| 1973/1974           | San Diego Gulls          | WHL                 | 73  | 30  | 28  | 58  | 89  | 4  | 3  | 3  | 6  | 0  |
| 1974/1975           | San Diego Charms         | SoCal-Sr.           | –   | –   | –   | –   | –   | –  | –  | –  | –  | —  |
| 1975/1976           | San Diego Charms         | SoCal-Sr.           | –   | –   | –   | –   | –   | –  | –  | –  | –  | —  |
| 1978/1979           | San Diego Hawks          | PHL                 | 53  | 21  | 25  | 46  | 37  | –  | –  | –  | –  | —  |
| Łącznie w NBAHA     | Łącznie w NBAHA          | Łącznie w NBAHA     | –   | –   | –   | –   | –   | 2  | 0  | 0  | 0  | 4  |
| Łącznie w YCHL      | Łącznie w YCHL           | Łącznie w YCHL      | 6   | 10  | 4   | 14  | 2   | 8  | 10 | 5  | 15 | 18 |
| Łącznie w NBJHL     | Łącznie w NBJHL          | Łącznie w NBJHL     | 15  | 17  | 3   | 20  | 6   | 4  | 5  | 0  | 5  | 2  |
| Łącznie w NBSHL     | Łącznie w NBSHL          | Łącznie w NBSHL     | 25  | 9   | 11  | 20  | 15  | 25 | 15 | 10 | 25 | 10 |
| Łącznie w QJHL      | Łącznie w QJHL           | Łącznie w QJHL      | 43  | 27  | 17  | 44  | 41  | 17 | 7  | 6  | 13 | 10 |
| Łącznie w OHA       | Łącznie w OHA            | Łącznie w OHA       | 41  | 30  | 28  | 58  | 38  | 8  | 4  | 3  | 7  | 6  |
| Łącznie w QHL       | Łącznie w QHL            | Łącznie w QHL       | 181 | 34  | 52  | 86  | 197 | 24 | 7  | 5  | 12 | 18 |
| Łącznie w NHL       | Łącznie w NHL            | Łącznie w NHL       | 45  | 4   | 10  | 14  | 26  | –  | –  | –  | –  | —  |
| Łącznie w AHL       | Łącznie w AHL            | Łącznie w AHL       | 56  | 21  | 24  | 45  | 41  | –  | –  | –  | –  | —  |
| Łącznie w EPHL      | Łącznie w EPHL           | Łącznie w EPHL      | 78  | 32  | 36  | 68  | 80  | –  | –  | –  | –  | —  |
| Łącznie w WHL       | Łącznie w WHL            | Łącznie w WHL       | 785 | 328 | 311 | 639 | 669 | 55 | 25 | 28 | 53 | 52 |
| Łącznie w SoCal-Sr. | Łącznie w SoCal-Sr.      | Łącznie w SoCal-Sr. | –   | –   | –   | –   | –   | –  | –  | –  | –  | —  |
| Łącznie w PHL       | Łącznie w PHL            | Łącznie w PHL       | 45  | 4   | 10  | 14  | 26  | –  | –  | –  | –  | —  |

## Sukcesy

### Indywidualne
- WHL Second All-Star Team: 1969
- Lester Patrick Trophy: 2003
- Hockey Legacy Award: 2011
- Członek New Brunswick Sports Hall of Fame: 1984
- Członek Breitbard Hall of Fame: 2008
- Członek Hockey Hall of Fame: 2018
- Członek Canada’s Sports Hall of Fame: 2020–2021

### Odznaczenia
- Order Nowego Brunszwiku: 2005
- Order Kanady: 2008
- Złoty Medal Kongresu: 2022

## Życie prywatne
Willie O’Ree od 2000 roku mieszka w Berkeley w Kalifornii.